# Iadul se dezlănțuie 3D
Iadul se dezlănțuie 3D (titlu original: Drive Angry) este un film american de groază de acțiune din 2011 regizat de Patrick Lussier în tradiția cinematografică grindhouse. Rolurile principale au fost interpretate de actorii Nicolas Cage, Amber Heard, William Fichtner, Billy Burke, Charlotte Ross, Katy Mixon și Tom Atkins.

## Prezentare
John Milton evadează din Iad și fură arma Satanei, Godkiller, pentru a-l ucide pe Jonah King, liderul unui cult satanist care a ucis-o pe fiica lui Milton și pe soțul ei și intenționează să o sacrifice ritualic pe nepoata lui Milton peste trei zile, la următoarea lună plină, crezând că va dezlănțui Iadul pe Pământ. 
După ce a interogat și ucis unii dintre adepții lui King în Colorado, Milton află că ritualul va avea loc în Stillwater, o închisoare abandonată din Louisiana. Pe drum, se oprește la un restaurant, unde o întâlnește pe Piper Lee, o chelneriță. Milton își abandonează mașina avariată și sabotează Dodge Charger-ul lui Piper din 1969, oferindu-se să-l repare în schimbul unei plimbări.

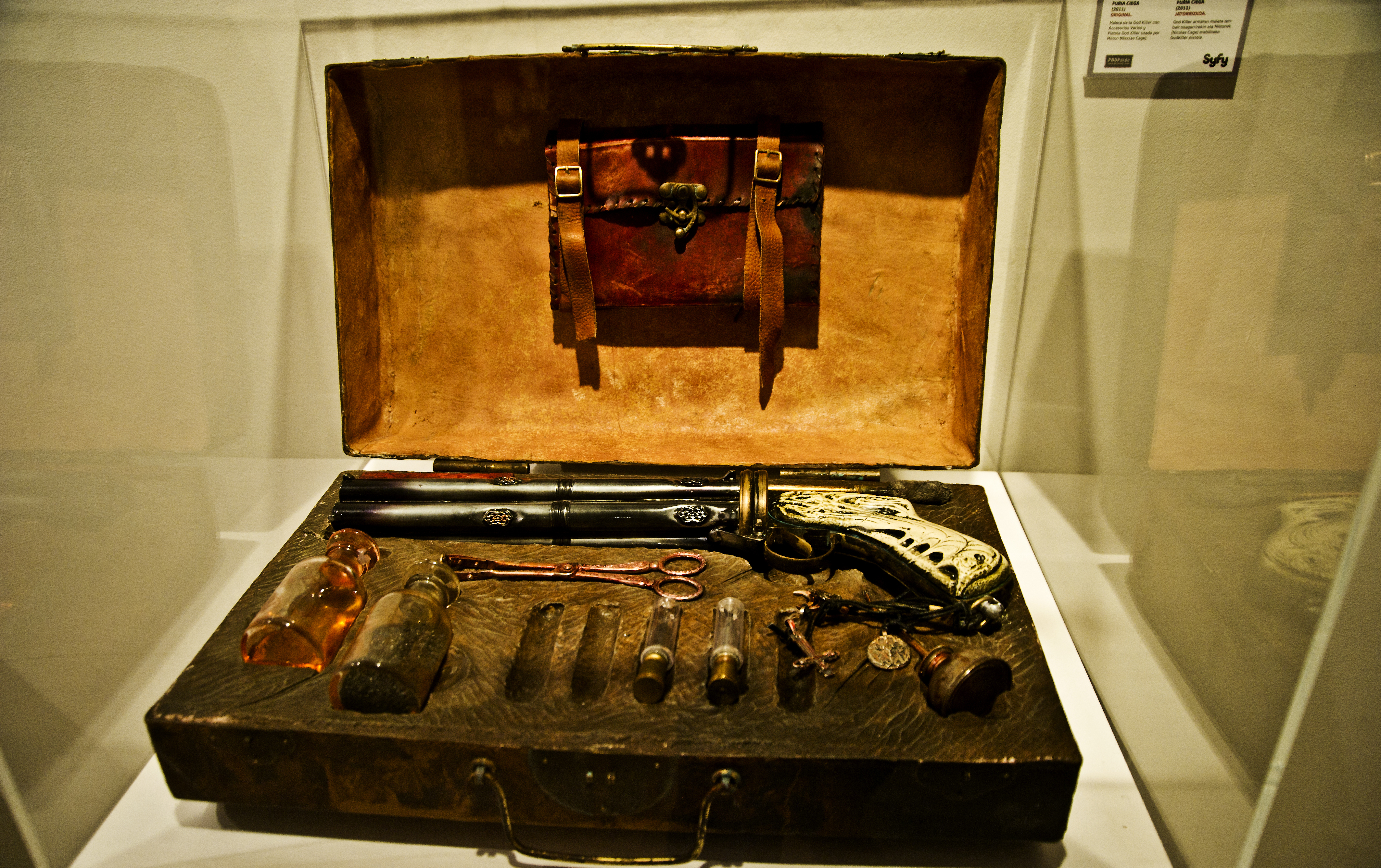
Arma Satanei, Godkiller, pe care o folosește John Milton

Piper ajunge acasă la iubitul ei, Frank, care o înșală. Piper o bate pe femeie și o dă afară și apoi îl atacă pe Frank, care o trântește pe Piper și o lasă inconștientă. Milton aude zarva și vine în ajutorul lui Piper. Milton „împrumută” mașina lui Frank, luând-o pe Piper cu el spre Stillwater. Agentul supranatural al Satanei, Contabilul, sosește pe Pământ cu misiunea de a-i recupera pe Milton și arma. Contabilul îl interoghează pe Frank și află unde se duce Milton. După ce l-a ucis pe Frank, el se dă drept agent FBI și păcălește doi polițiști statali să-l ajute.
Oprindu-se la un hotel umbrit, Milton face sex cu o chelneriță dintr-un bar din apropiere, când King și oamenii lui îl atacă. Milton scapă de ei, violent, cu multe focuri de armă, lăsând-o pe chelnerița goală și îngrozită complet traumatizată. Contabilul apare cu poliția și îi urmărește pe Milton și Piper, care acum urmăresc vehiculul RV al lui King. Milton folosește arma Godkiller pentru a trage în Contabil, care conduce într-un pod. Cei doi îl urmăresc pe King într-o fostă biserică, o găsesc plină de sataniștii lui King și sunt prinși în ambuscadă și capturați de cult. O răpesc pe Piper și îl împușcă pe Milton în ochi, lăsându-l aparent mort. El se trezește, ucide cultul lui King și urmărește vehiculul lui King cu Dodge Charger. Piper se eliberează, se luptă cu King și sare prin geamul spart pe capota mașinii lui Milton. King distruge Dodge Charger trăgând în motor.

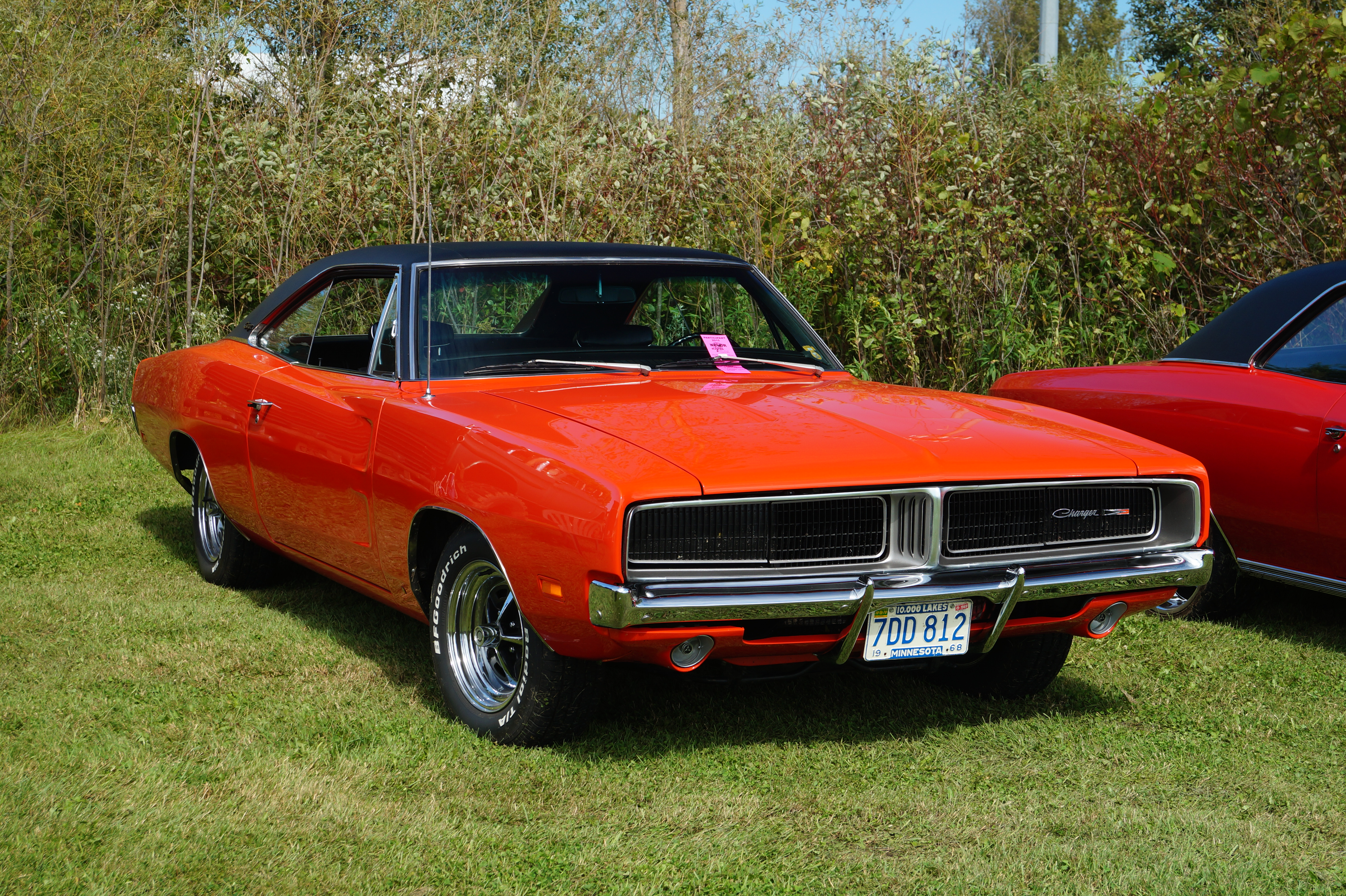
Un Dodge Charger din 1969

Milton și Piper îl întâlnesc pe prietenul lui Milton, Webster, care le dă un Chevrolet Chevelle SS roșu din 1971. Piper află că Milton este un nemort și a trebuit să-și abandoneze fiica pentru a o proteja, ceea ce i-a permis lui King să o manipuleze pentru a se alătura cultului său. Webster dezvăluie că Milton a murit cu 10 ani mai devreme într-un schimb de focuri și a fost purtător de sicriu la înmormântarea lui Milton. De asemenea, Piper află că arma Godkiller are puterea de a distruge complet un suflet, împiedicându-l să meargă fie în Rai, fie în Iad. Între timp, unul dintre supraviețuitorii lui King îi spune Contabilului de ce Milton îi urmărește.
După ce s-a înarmat, Milton le spune lui Piper și lui Webster să plece, dar Piper spune că niciodată nu a avut pentru ce să lupte și i se alătură, indiferent de consecințe. Contabilul este acum intrigat, ceea ce îi ajută să scape de oamenii unui șerif și ajung la Stillwater. Contabilul o capturează în cele din urmă pe Piper și îl forțează pe Milton să predea Godkiller înainte ca acesta să lupte cu King. Totuși, îi permite lui Milton să încerce să-și salveze nepoata, deoarece Satana disprețuiește sacrificiul inocenților în numele său.
În timp ce Milton îi măcelărește pe oamenii lui King înainte ca aceștia să-i poată sacrifica nepoata, Piper scapă de Contabil și fuge cu arma Godkiller. King pune mâna pe Milton și îl bate sălbatic. Piper trage cu Godkiller în King, dar ratează și amețește. King este înfuriat când un alt adept refuză să sacrifice copila. Contabilul îl distrage pe King, permițându-i lui Milton să ia arma Godkiller și să-l distrugă pe King pentru totdeauna.
Contabilul preia copila și îi permite lui Milton să-și ia rămas bun de la nepoata lui. Milton i-o dă lui Piper, care promite că va avea mereu grijă de ea. Webster sosește și se uită la cum Milton „moare”. După ce atât Piper, cât și Webster au plecat, se dezvăluie că Milton nu este complet mort. Milton își respectă promisiunea anterioară față de Webster și bea o bere din rămășițele craniului lui King. El este de acord să se întoarcă în Iad, dar amenință că va scăpa din nou dacă pedeapsa lui rămâne în continuare prea severă. Contabilul îi replică că așteaptă cu nerăbdare acea evadare. Contabilul îi prezintă apoi un Chevrolet Bel Air din 1957, iar Milton conduce autovehiculul cu Contabilul înapoi în Iad.

## Distribuție
- Nicolas Cage - John Milton. Se întoarce din Iad după zece ani pentru a-și salva nepoata. El fură arma personală a lui Satana, Godkiller, pentru a-l întârzia pe Contabil (Accountant). Nu-l deranjează durerea pe care o suferă în Iad, dar consideră că este intolerabil să fie forțat să urmărească continuu imagini video cu uciderea fiicei sale de o sectă satanistă.[11]
- Amber Heard - Piper Lee. Ea este chelneriță la un bar local și are un logodnic care o înșală și pe care îl abandonează pentru a se alătura lui Milton în misiunea acestuia de a-și salva nepoata.[12]
- William Fichtner - Contabilul (The Accountant). El este asistentul oarecum arogant al lui Satan. El a fost desemnat să-l aducă pe Milton înapoi în Iad. Acesta are o monedă, pe care o poate folosi pentru a ucide sau a o transforma într-o insignă FBI pentru a-și schimba identitatea.[13]
- Billy Burke - Jonah King. Este un satanist nemilos care consideră că sacrificarea nepoatei lui Milton va aduce Iadul înapoi pe Pământ și că va deveni nemuritor. (Contabilul neagă acest lucru, spunând că lui Satana însuși nu-i plac sataniștii.)[14]
- David Morse - Webster[15]
- Katy Mixon - Norma Jean[16]
- Charlotte Ross - Candy[17]
- Christa Campbell - Mona Elkins[18]
- Pruitt Taylor Vince - Roy
- Todd Farmer - Frank Raimi, fostul logodnic al lui Piper Lee
- Tom Atkins - Captain
- Jack McGee - Lou 'Fat Lou'

## Producție
Filmările au avut loc în Shreveport, Louisiana. Tehnologia Paradise FX utilizată a fost similară cu cea folosită la crearea filmului Infern de Ziua Îndrăgostiților 3D.
Plăcuța cu numărul de înmatriculare a Dodge Charger-ului, DRVAGRY - codifică numele filmului (DRiVe AnGRY).

## Primire
Filmul a avut în general recenzii mixte din partea criticilor de film. Pe Rotten Tomatoes, 45% dintre recenzii sunt pozitive, cu un rating mediu de 5,3 din 10. Pe Metacritic, filmul are un scor de 44 din 100, pe baza a 21 de recenzii.